# مراد حسین‌اف
مراد حسین‌اف (ترکی آذربایجانی: Murad Hüseynov؛ زادهٔ ۲۵ ژانویهٔ ۱۹۸۹) بازیکن فوتبال اهل جمهوری آذربایجان است.
از باشگاه‌هایی که در آن بازی کرده‌است می‌توان به باشگاه فوتبال شینیک یاروسلاول، باشگاه فوتبال آنژی مخاچ‌قلعه، باشگاه فوتبال قبله، و باشگاه فوتبال سومقاییت اشاره کرد.
وی همچنین در تیم ملی فوتبال جمهوری آذربایجان بازی کرده‌است.